# ...But Seriously
…But Seriously é o quarto álbum de estúdio do baterista e cantor-compositor Phil Collins, lançado em 20 de novembro de 1989 através da Virgin Records no Reino Unido e Atlantic Records nos Estados Unidos. Depois que Collins terminou compromissos de turnê com a banda de rock Genesis em 1987, o grupo entrou em um hiato de quatro anos, durante o qual Collins estrelou o filme Buster (1988). Na primavera de 1989, Collins havia escrito material para um novo álbum solo que abordava temas líricos mais sérios, como questões socioeconômicas e políticas, em oposição ao seu álbum anterior, influenciado pela música dance, No Jacket Required (1985).
...But Seriously foi um enorme sucesso comercial em todo o mundo, alcançando o primeiro lugar no Reino Unido e nos Estados Unidos por 15 e 4 semanas não consecutivas, respectivamente. Foi o álbum mais vendido de 1990 no Reino Unido, vendendo 2.75 milhões de cópias na região e 4 milhões nos Estados Unidos. O primeiro single, "Another Day in Paradise", ganhou o Grammy de Gravação do Ano. No Brasil, a canção foi incluída na trilha sonora internacional da novela Gente Fina (1990), exibida pela TV Globo, servindo como tema dos protagonistas Guilherme e Joana, interpretados respectivamente por Hugo Carvana e Nívea Maria. Collins apoiou o álbum com a turnê Seriously, Live! World Tour em 1990. Em 2016, o álbum foi remasterizado com faixas adicionais de estúdio, gravações ao vivo e demos, bem como uma arte de capa atualizada.
| Críticas profissionais                                                      | Críticas profissionais |
| Avaliações da crítica                                                       | Avaliações da crítica  |
| Fonte                                                                       | Avaliação              |
| --------------------------------------------------------------------------- | ---------------------- |
| allmusic                                                                    | [ 6 ]                  |
| Rolling Stone                                                               | [ 7 ]                  |
| Esta tabela precisa de ser acompanhada por texto em prosa. Consulte o guia. |                        |

## Faixas
Todas as faixas compostas por Phil Collins, exceto as indicadas.

## CD
1. Hang in Long Enough - 4:44
2. That's Just the Way it Is - 5:20
3. Do You Remember?- 4:36
4. Something Happened On The Way to Heaven(Phil Collins, Daryl Stuermer) - 4:52
5. Colours- 8:50
6. I Wish It Would Rain Down feat. Eric Clapton- 5:28
7. Another Day in Paradise- 5:22
8. Heat on the Street- 3:51
9. All of My Life- 5:36
10. Saturday Night & Sunday Morning(Phil Collins, Thomas Washington)- 1:26
11. Father to Son- 3:28
12. Find a Way to My Heart- 6:08

## LP

### Lado A

Álbum "Gente Fina Internacional", lançado pela Somlivre em 1990, onde a canção "Another Day In Paradise" esteve incluída.

1. Hang in Long Enough - 4:44
2. That's Just the Way it Is - 5:20
3. Find a Way to My Heart- 6:08
4. Colours- 8:50
5. Father to Son- 3:28

### Lado B
1. Another Day in Paradise- 5:22
2. All of My Life- 5:36
3. Something Happened On The Way to Heaven (Phil Collins, Daryl Stuermer) - 4:52
4. Do You Remember?- 4:36
5. I Wish It Would Rain Down feat. Eric Clapton- 5:28

## Músicos participantes
- Phil Collins: voz, bateria, teclados, percussão
- Leland Sklar: baixo
- Dominic Muller: guitarra
- Daryl Stuermer: guitarra
- The Phenix Horns:
  - Don Myrick: saxofone
  - Louis Satterfield: trombone
  - Harry Kim: trompete
  - Rhamlee Michael Davis: trompete
- Alex Brown: vocais de apoio
- Marva King: vocais de apoio
- Lynne Fiddmont: vocais de apoio

## Músicos convidados
- David Crosby: vocais em "That's Just the Way It Is" e "Another Day in Paradise"
- Nathan East: baixo em "Hang in Long Enough" e "Something Happened on the Way to Heaven"
- Pino Palladino: baixo em "Do You Remember?" e "I Wish It Would Rain Down"
- Stephen Bishop: vocais em "Do You Remember?"
- Eric Clapton: guitarra solo em "I Wish It Would Rain Down"
- Steve Winwood: órgão Hammond em "All of My Life"

## Desempenho nas paradas

### Álbum
| Paradas (1989) | Melhor posição. |
| -------------- | --------------- |
| Billboard 200  | 1               |

### Singles
| Ano  | Single                                    | Parada                             | Posição. |
| ---- | ----------------------------------------- | ---------------------------------- | -------- |
| 1989 | "Another Day in Paradise"                 | Adult Contemporary                 | 1        |
| 1989 | "Another Day in Paradise"                 | Mainstream Rock                    | 7        |
| 1989 | "Another Day in Paradise"                 | Billboard Hot 100                  | 1        |
| 1989 | "I Wish it Would Rain Down"               | Mainstream Rock                    | 5        |
| 1990 | "Do You Remember?"                        | Adult Contemporary                 | 1        |
| 1990 | "Do You Remember?"                        | Billboard Hot 100                  | 4        |
| 1990 | "Hang in Long Enough"                     | Dance Music/Club Play Singles      | 29       |
| 1990 | "Hang in Long Enough"                     | Billboard Hot 100                  | 23       |
| 1990 | "I Wish it Would Rain Down"               | Adult Contemporary                 | 3        |
| 1990 | "I Wish it Would Rain Down"               | Billboard Hot 100                  | 3        |
| 1990 | "Something Happened on the Way to Heaven" | Mainstream Rock                    | 34       |
| 1990 | "Something Happened on the Way to Heaven" | Adult Contemporary                 | 2        |
| 1991 | "Hang in Long Enough"                     | Hot Dance Music/Maxi Singles Sales | 40       |